# Потит (Тексас)
Потит (енгл. Poteet) град је у америчкој савезној држави Тексас. По попису становништва из 2010. у њему је живело 3.260 становника.

## Демографија
Према попису становништва из 2010. у граду је живело 3.260 становника, што је 45 (1,4%) становника мање него 2000. године.
| Група             | 2000.         | 2010.         |
| Белци             | 361 (10,9%)   | 383 (11,7%)   |
| Афроамериканци    | 12 (0,4%)     | 34 (1,0%)     |
| Азијати           | 0 (0,0%)      | 5 (0,2%)      |
| Хиспаноамериканци | 2.936 (88,8%) | 2.835 (87,0%) |
| Укупно            | 3.305         | 3.260         |